# Chrysoula Zacharopoulou
Chrysoula Zacharopoulou (grec moderne : Χρυσούλα Ζαχαροπούλου), née le 7 mai 1976 à Sparte, est une gynécologue et femme politique franco-grecque.
Membre de La République en marche (LREM), elle est élue députée européenne en 2019.
En 2022, dans le gouvernement Élisabeth Borne, elle est nommée secrétaire d'État chargée du Développement, de la Francophonie et des Partenariats internationaux, auprès de Catherine Colonna, la ministre de l'Europe et des Affaires étrangères.

## Biographie
Fille de militaire, elle naît à Sparte dans le Péloponnèse en Grèce avant d'étudier en Italie où elle est diplômée de l'université de Rome « La Sapienza » et titulaire d’un doctorat sur l’endométriose. Chrysoula Zacharopoulou arrive en France en 2007. Elle pratique sa spécialité à l'hôpital d'instruction des armées Bégin,,.
En 2015, elle crée avec Julie Gayet l'association Info-Endométriose, qui lance la première campagne de sensibilisation en mars 2016.
En 2017, Chrysoula Zacharopoulou est nommée chevalier de l'ordre national du Mérite pour le travail mené sur l’endométriose,.
Chrysoula Zacharopoulou fait partie des médecins eurodéputés et à ce titre, elle s'est engagée deux jours par semaine dans son hôpital pour accueillir les malades du Covid-19. Elle appelle à ce que l'Union européenne fasse de la santé une « absolue priorité ». Chrysoula Zacharopoulou est co-présidente de COVAX, qui a vocation de permettre aux pays pauvres d'obtenir des vaccins.
Le 11 janvier 2022, elle remet au président de la République Emmanuel Macron un rapport pour améliorer le diagnostic et la reconnaissance de l'endométriose.
Elle acquiert la nationalité française par naturalisation le 7 avril 2022.
Le 20 mai 2022, elle est nommée secrétaire d'État chargée du Développement, de la Francophonie et des Partenariats internationaux, auprès de la ministre de l'Europe et des Affaires étrangères Catherine Colonna, dans le gouvernement Élisabeth Borne.
Une enquête est ouverte le 27 mai 2022 contre Chrysoula Zacharopoulou par le parquet de Paris à la suite du dépôt de plaintes pour viol et/ou violences gynécologiques par d'anciennes patientes. Début avril 2023, les trois enquêtes sont classées sans suite.

## Distinctions
- Chevalière de l'ordre national du Mérite (2017)
- Prix de la femme politique d’influence en 2021[14]